# Francesca Cenci (giornalista)
Francesca Cenci, all'anagrafe Maria Francesca Cenci (Roma, 30 settembre 1973), è una giornalista e conduttrice televisiva italiana.

## Biografia
Francesca Cenci è nata il 30 settembre 1973 a Roma, fin da piccola ha coltivato la passione per il giornalismo.

## Carriera
Francesca Cenci dal 15 dicembre 2010 è giornalista professionista, dopo che l'11 maggio 1998 si è iscritta all'albo dei giornalisti. Dopo le prime esperienze nelle emittenti romane, all'inizio degli anni duemila è approdata in Rai, dove nell'estate 2003 è tra i volti di Unomattina estate, in onda su Rai 1.
Successivamente arriva a Mediaset, dove dal 2009 al 2011 ha avuto modo di iniziare il praticantato presso la redazione del TG4. In seguito ha lavorato come inviata per i programmi di Barbara D'Urso: Pomeriggio Cinque, Domenica Cinque e Domenica Live.
Dal novembre 2016 viene assunta nella redazione del TG5 di Roma, sotto la direzione di Clemente J. Mimun. Dapprima ha lavorato solamente come inviata e poi, dal 2017 sia come conduttrice e sia come inviata. Dal 2017 al 2021 ha condotto l'edizione delle 8:00 del TG5 insieme all'edizione Flash in onda alle 10:50, mentre dal 2021 conduce l'edizione delle 13:00, dove dal 2022 prima di condurre quest'ultima edizione conduce anche l'edizione Flash in onda alle 10:50.

## Vita privata
Francesca Cenci ha due figli: Francesco Fabris nato nel 2008 e Filippo, nato nel 2016.

## Programmi televisivi
- Unomattina estate (Rai 1, 2003)
- Domenica Cinque (Canale 5, 2009-2010)
- Pomeriggio Cinque (Canale 5, 2009-2016)
- Domenica Live (Canale 5, 2012-2016)
- TG5 (Canale 5, dal 2017)
- TG5 Flash (Canale 5, dal 2017)

## Redazioni
- TG4 (Rete 4, 2009-2011)
- TG5 (Canale 5, dal 2016)